# 万景台学生少年宮殿
万景台学生少年宮殿（マンギョンデがくせいしょうねんきゅうでん）は、朝鮮民主主義人民共和国の首都平壌市の万景台にある青少年向けの課外学習機関である。

## 概要
「両手を広げ子供たちを迎え入れる」ようにカーブした特徴的な建物である。100以上の教室・体育館・飛び込み台のあるプール・2000席の劇場などがある。大理石や木材をふんだんに使用した内装、入口付近の巨大な吹き抜けなどを持ち、高級ホテルを彷彿とさせる。芸術・スポーツ・科学の面で優れた才能を持った子供たちが選抜され、学校の放課後にこの機関に通って文化教育を受ける。学費は無料である。
- 芸術分野 - ダンス・音楽・刺繍など
- スポーツ分野 - 体操・テコンドー・水泳など
- 科学分野 - コンピュータなど

上記の理由により見学は午後のみである。いくつかの教室を回って練習風景を見たのち、その集大成とも言えるコンサートを劇場で鑑賞する。外国人の主要な観光名所のひとつとして人気がある。数名から十数名の観光客でグループを作って移動する。各グループに案内役として女子生徒が一人ずつ同行する。写真やビデオの撮影は基本的に自由である。

## 沿革
1989年に平壌で開催された第13回世界青年学生祭典に先立って1988年に建設された。

## ギャラリー

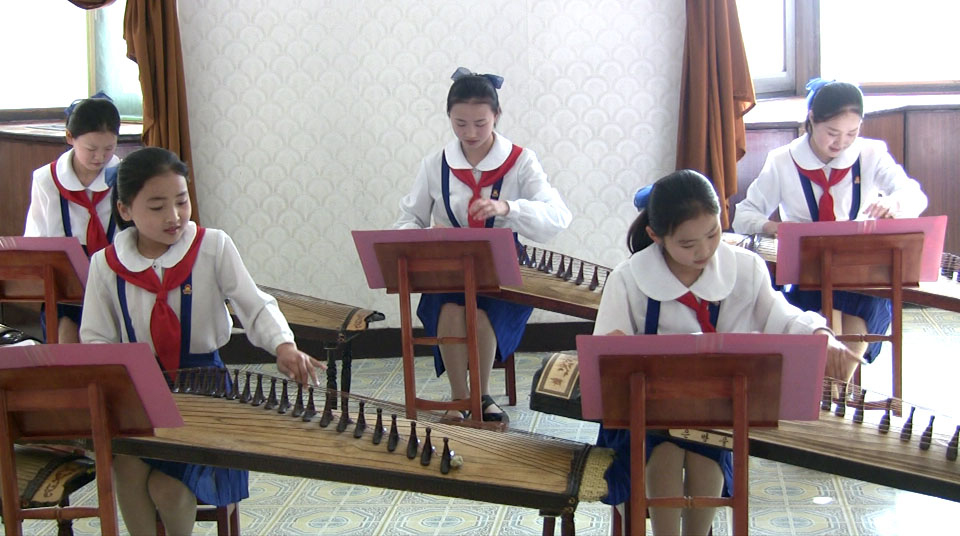
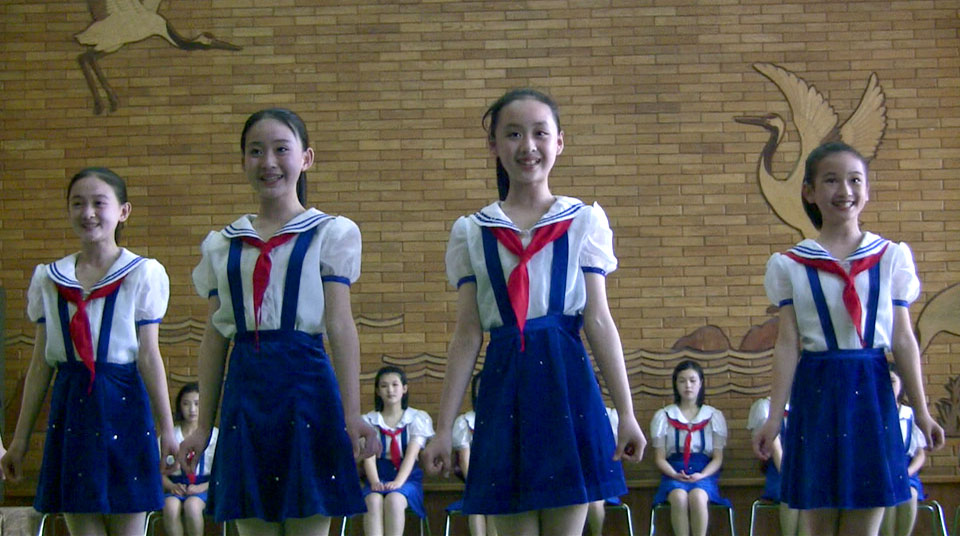
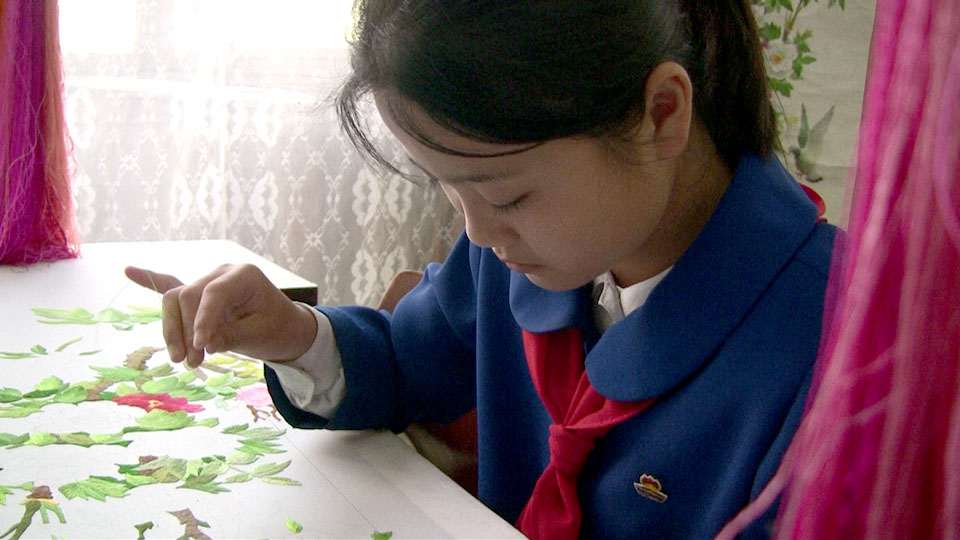
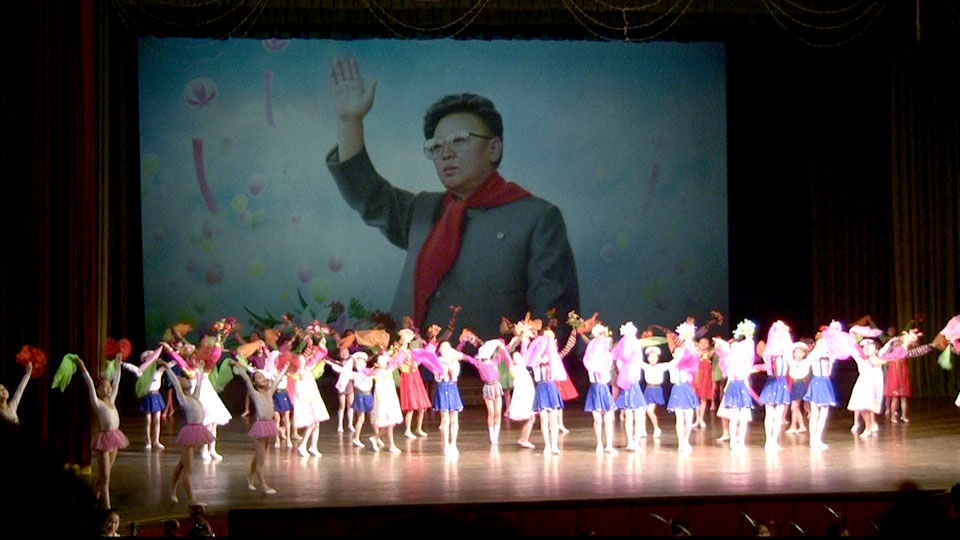

## 映像作品
- DVD『芸術小組総合公演』（モンランビデオ）
- DVD『万景台学生少年宮殿20周年 新たに描いた音楽』（モンランビデオ 2009年）

- 太陽の下で -真実の北朝鮮-　（ロシア・2015年）　少年宮殿に通う女子生徒を焦点に当てたドキュメンタリー映画。

## 関連施設
- 金星第一高等中学校（万景台学生少年宮殿の附属中学校）
- 平壌学生少年宮殿（平壌市）
- 金成柱学生少年宮殿（両江道金亨稷郡）
- 三池淵学生少年宮殿（両江道三池淵市）
- 開城学生少年宮殿（開城特別市）